# Ayumu (schimpans)
Ayumu, född 24 april 2000, är en schimpans på Primate Research Institute vid  Kyotos universitet. Ayumu är son till schimpansen Ai, och har sedan födseln deltagit i Ai-projektet, ett pågående projekt för att förstå schimpansers uppfattningsförmåga. Som en del av Ai-projektet har Ayumu deltagit i en rad  korttidsminnes-experiment, som till exempel att minnas siffror i en sekventiell ordning på en datorpekskärm. Hans utförande av uppgiften var överlägsen jämfört med likvärdigt tränade universitetsstudenter, varför slutsatsen dragits att schimpanser har bättre närminne än vuxna människor, vilket senare har ifrågasatts.